# ALinux
aLinux – dystrybucja Linuksa, która oparta jest na licencji GNU. Jest określana przez samego wydawcę, którym jest Jay L. Klepacs, jako zaawansowana dystrybucja do zastosowań domowych oraz biurowych, której budowa oparta jest na pakietach RPM. Począwszy od wersji 12.6, domyślnym środowiskiem graficznym jest KDE. Jako duży plus tej dystrybucji wielu ludzi przyjmuje łatwość instalacji nowych aplikacji oraz aktualizacji systemu, posługując się narzędziem Synaptic Package Management System.

## Geneza dystrybucji
aLinux z założenia miał łączyć w swojej funkcjonalności systemy: Windows XP oraz Mac OS.
Wydawca dystrybucji, postawił sobie za priorytet stworzenie systemu, który będzie posiadał przyjazny interfejs użytkownika. Wielu użytkowników twierdzi, że dystrybucja ta jest dla nich zamiennikiem systemu Windows XP. Budowa systemu sprawia, że jest ona idealna zarówno dla nowych użytkowników, którzy jeszcze nie mieli okazji spotkać się z Linuksem, jak i dla użytkowników zaawansowanych dla których ważne są takie czynniki jak szybkość działania, bezpieczeństwo oraz wsparcie dla dystrybucji w Internecie.

## Części składowe dystrybucji
aLinux jest dystrybucją bardzo szybko rozwijającą się. Bazuje ona na jądrze systemu w wersji 2.6.x i środowisku graficznym KDE. Przed wydaniem wersji 12.6 oficjalnym jądrem systemu było 2.4.x, a KDE nie było domyślnym środowiskiem graficznym. Od wersji 12.6 obsługiwany jest także ext3.
Przez wydawców aLinux określany jest mianem (ang. Extreme Multimedia Center – Centrum Multimedialne o dużych możliwościach). Związane jest to między innymi z obsługą wysokich rozdzielczości wykorzystywanych na przykład w telewizji High Definition, jak i dużą liczbą aplikacji muzycznych, graficznych, jak i tych do odtwarzania filmów w wielu formatach.
Dystrybucja jest przeznaczona dla komputerów, których procesory oparte są na architekturze i386 oraz AMD64.

## Historia wydań
| Wersja | Jądro     | Data             |
| ------ | --------- | ---------------- |
| 9.5    | 2.4.20    | 28 lutego 2003   |
| 9.6    | 2.6.5     | 29 kwietnia 2004 |
| 12.6   | 2.6.14    | 12 stycznia 2005 |
| 12.7   | 2.6.15    | 21 maja 2006     |
| 12.8   | 2.6.17    | 30 lipca 2006    |
| 12.9   | 2.6.29    | 22 lutego 2010   |
| 14.0   | 2.6.34    | 31 maja 2010     |
| 15.0   | 2.6.34.14 | 26 lutego 2013   |